# تروما (فیلم ۱۹۹۳)
تروما (انگلیسی: Trauma) فیلمی در ژانر ترسناک به کارگردانی داریو آرجنتو است که در سال ۱۹۹۳ منتشر شد.

## بازیگران
- آزیا آرجنتو
- پایپر لوری
- فردریک فورست
- جیمز روسو
- براد دوریف
- دیوید چیس
- لورا جانسون